# Мерсье, Бартелеми
Бартелеми Мерсье де Сен-Лежер (фр. Barthélemy Mercier de Saint-Léger;
4 апреля 1734, Лион — 13 мая 1799, Париж) — французский библиограф

, библиотекарь

, священнослужитель, каноник церкви св. Женевьевы в Париже.

## Биография
Тяга к учёбе определила его вступление в 1749 году в монастырь аббатства св. Женевьевы в Париже. Позже был переведён в аббатство Шатрис в Шампани, где читал курс риторики и философии. Епископ Гренобля угадал в молодом Мерсье способности и поддерживал их.
Вернувшись в Париж в 1754 году, стал сотрудником библиотеки аббатства св. Женевьевы. В 1760—1772 годах заведовал этой библиотекой. Обратил на себя внимание короля Людовика XV во время визита монарха в библиотеку, через некоторое время был назначен аббатом Сен-Лежер в Суасоне.
В 1792 году был назначен членом комиссии по памятникам, активно пытался спасти библиотеки Франции, адресовал библиотекарям инструкции о способе классификации бесценных книг и возвращении их в оборот. Стремился противостоять вандализму и уничтожению государственных и частных коллекций во время французской революции.

## Избранные труды
- Lettres sur la Bibliographie instructive de M. Debure, 1763 ;
- Lettre de M. Mercier,… à M. Capperonnier,… sur l’approbation donnée au second volume de la ″Bibliographie instructive″, 1764 ;
- Notice du livre intitulé, 1764 ;
- Lettre sur un Nouveau Dictionnaire historique portatif qui s’imprime à Avignon, 1766;
- Supplément à l’Histoire de l’imprimerie de Prosper Marchand 2, Paris, 1772;
- Réplique de M. l’abbé M.***, 1781 ;
- Lettres au baron de Heiss sur les différentes éditions rares du XV s. (Париж, 1783);
- «Notices de deux anciens catalogues d’Alde Manuce» (Париж, 1790).